# Agua mala
«Agua mala», вариант перевода — Плохая вода (с исп. — «Agua mala») — 13-й эпизод 6-го сезона сериала «Секретные материалы». Премьера состоялась 21 февраля 1999 года на телеканале FOX. Эпизод принадлежат к типу «монстр недели» и не связан с основной
«мифологией сериала», заданной в первой серии. Режиссёр — Роб Боумен, автор сценария — Дэвид Аманн, приглашённые актёры — Даррен МакГэвин, Джоэль МакКиннон Миллер, Валенте Родригес, Диана-Мария Рива, Джереми Робертс, Сайлас Уэйр Митчелл, Николь Пелерин, Макс Кэш.
В США серия получила рейтинг домохозяйств Нильсена, равный 10,1, который означает, что в день выхода серию посмотрели 16,9 миллиона человек.
Главные герои серии — Фокс Малдер (Дэвид Духовны) и Дана Скалли (Джиллиан Андерсон), агенты ФБР, расследующие сложно поддающиеся научному объяснению преступления, называемые Секретными материалами.

## Сюжет
Артур Далес, живущий в парке трейлеров во Флориде, обращается к Малдеру и Скалли за помощью, когда соседняя семья исчезает. Укрываясь от надвигающегося урагана, Малдер и Скалли оказываются в ловушке с группой местных жителей в здании, где есть что-то в воде.

## Съемки
Даррен МакГэвин второй раз появляется в этом эпизоде как Артур Дейлс, после того, как он был представлен в «Странниках». МакГэвин, известный своей ролью в фильме «Колчак: Ночной Сталкер», изначально был выбран директорами по кастингу на роль сенатора Мэтисона в эпизоде второго сезона «Маленькие зеленые человечки». Позже МакГэвина пригласили на роль отца Малдера. В конце концов, МакГэвин наконец согласился появиться в сериале в роли Артура Дэйлса, агента, основавшего «Секретные материалы».